# Eunemorilla comosa
Eunemorilla comosa là một loài ruồi trong họ Tachinidae.